# FK Osogovo
O FK Osogovo é um clube de futebol macedônio com sede em Kočani. A equipe compete no Campeonato Macedônio de Futebol, na terceira divisão.

## História
O clube foi fundado em 1924.